# Station Ożarów Mazowiecki
Station Ożarów Mazowiecki is een spoorwegstation in de Poolse plaats Ożarów Mazowiecki.